# انفجار قطار نیشابور
انفجار قطار نیشابور حادثه‌ای بود که در روز ۲۹ بهمن سال ۱۳۸۲ (دو روز پیش از انتخابات دوره هفتم مجلس شورای اسلامی) در نزدیکی ایستگاه خیام در ۱۷ کیلومتری نیشابور رخ داد که در آن ۳۵۲ نفر کشته و ۴۶۹ نفر زخمی شدند که برخی از تلفات حتی در ۲۰ کیلومتری انفجار بود. این حادثه بزرگ‌ترین سانحه ریلی در ایران است.
انفجار در روزگاری اتفاق افتاد که خبری از فضای مجازی نبود، ولی خبرگزاری‌های رسمی جزئیات مواد داخل واگن‌ها را اعلام کردند و حتی جزئیات دادگاه در خبرگزاری‌ها منتشر شد. این انفجار به حدی قدرتمند بود که ساکنان محلی تصور می‌کردند زمین‌لرزه باشد و زلزله‌شناسان ایرانی در زمان انفجار زمین لرزه‌ای به بزرگی ۳٫۶ ریشتر را ثبت کردند. سپس اعلام شد این قطار شامل ۶ واگن بنزین، ۱۰ واگن پنبه، ۱۵ واگن گوگرد، ۷ واگن کود نیترات آمونیوم بوده است.

## نحوه بروز حادثه
در روز چهارشنبه ۲۹ بهمن ۱۳۸۲ ساعت چهار و ده دقیقه بامداد، ۵۱ دستگاه واگن باری (۴ واگن اول خالی، ۵ واگن بعدی بنزین، ۱۰ واگن پنبه، ۱ واگن بنزین، ۹ واگن گوگرد، ۷ واگن کود نیترات آمونیوم، ۲ واگن خالی، ۸ واگن گوگرد و ۵ واگن انتهایی خالی) به‌طور ناگهانی و بدون راننده به حرکت درآمدند و به لحاظ شیب منطقه، پس از خروج از خط فرعی و قرار گرفتن در مسیر اصلی، ۲۰ کیلومتر را از ایستگاه ابومسلم (سه ایستگاه قبل از ایستگاه نیشابور) تا ایستگاه خیام طی کردند. رئیس ایستگاه کاشمر که از طریق مکالمات بی‌سیمی از فرار قطار مطلع می‌شود، بلافاصله اقدامات لازم را برای خارج کردن قطار مسافربری، که در جهت مخالف واگن‌های فراری در حرکت بوده، انجام می‌دهد و قطار مذکور را به خط امن دیگری منتقل و از تصادف دو قطار جلوگیری می‌نماید. مسئولان ایستگاه کاشمر به امید آن‌که واگن‌های فراری در سربالایی بعد از کاشمر متوقف خواهند شد، خط را آزاد گذاشته لیکن واگن‌ها بعد از عبور از کاشمر، بلندی مذکور را طی و به سمت ایستگاه خیام سرازیر می‌شوند. مسئولان ایستگاه خیام نیز که از فرار واگن‌ها آگاهی یافته بودند، قطار مسافربری دیگری را که ۳۸۴ نفر مسافر داشته از سر راه قطار فراری کنار می‌برند و در نتیجه از وقوع حادثه جلوگیری می‌نمایند. قطار فراری بعد از رسیدن به ایستگاه خیام به جهت مسدود بودن خط مستقیم (به لحاظ احداث پل زیرگذر) از خط فوق به مسیر انحرافی رفته و بعد از رها شدن ۴ واگن خالی پیشتاز، مابقی واگن‌ها با شدت تمام از خط خارج و با یکدیگر تصادف کرده و بلافاصله آتش‌سوزی آغاز می‌شود. آتش‌نشان‌ها که از قبل در گذرگاه نیشابور موضع گرفته بوده‌اند، سریعاً در محل حادثه حاضر و مبادرت به اطفاء حریق نموده و پس از چندی خبر پایان آتش‌سوزی را اعلام می‌کنند. بلافاصله بعد از واژگون شدن واگن‌ها و آتش‌سوزی، مسئولان نسبت به تخلیه اهالی روستاهای همجوار و ایجاد دیوار حفاظتی و جلوگیری از ورود افراد غیرمسئول، اقدام می‌کنند؛ سپس ۵ واگن آخری که پس از حادثه بر روی ریل متوقف شده بودند با تمهیدات مسئولان از ایستگاه خارج می‌شود. آتش‌سوزی به‌ظاهر مهار شد و از واگن‌ها بخار به هوا می‌رفت و به نظر می‌رسید این بخار مربوط به آب ریخته‌شده روی آتش است. اما گویا با نفوذ آب به داخل مواد، فعل و انفعالات شیمیایی در حال انجام بود تا زمینه‌ساز یک انفجار مهیب گردد؛ ولی کسی این موضوع را تشخیص نداد. پس از خاموش‌شدن آتش عوامل حاضر در صحنه عملیات را پایان‌یافته تلقی کردند و تدابیر امنیتی ایجادشده در صحنه برداشته شد. اما ناگهان انفجار مهیبی صورت گرفت.
شدت انفجار به حدی بود که موج انفجار حاصله تا شعاع بیست کیلومتری خسارت ایجاد کرد. همچنین صدای انفجار تا فاصله بیش از صد کیلومتری محل حادثه به گوش رسید، قطعات واگن‌ها و چرخ‌های بسیار سنگین آن‌ها تا مسافت دویست متری محل حادثه پرتاب شده بودند و در محل انفجار گودال بسیار بزرگی ایجاد شد. قدرت این انفجار معادل با ۱۸۰ تن TNT برآورد شد، تمام اجسادی که در اطراف محل حادثه مشاهده شدند، برهنه شده و بسیاری از آنان قابل شناسایی نبودند.
اکثر کشته‌شدگان از نیروهای امدادی و انتظامی و نیز مردمی بودند که برای تماشای تصادف دو قطار با هم آمده بودند. پس از حادثه، به پیشنهاد شورای شهر مقرر شد آتش‌نشانان کشته شده در این حادثه شهید شمرده شوند. شدت انفجار (که معادل ۱۸۰ تن TNT تخمین زده شده است) به حدی بود که چندین روستای اطراف آن تخریب شد و صدای مهیب آن در نیشابور و حتی مشهد هم شنیده شد. هیچ‌گاه از سوی مقامات علت دقیق حادثه و محموله آن قطار باری که توانست این چنین انفجار و تخریبی ایجاد کند به درستی اعلام نشد؛ با این حال برخی علت آن را اطفای نادرست چند ماده ناهمگون و خطرناک در کنار هم می‌دانند؛ واگن‌ها شامل کود شیمیایی، پشم شیشه، مواد سوختی بوده و در نتیجه مخلوط شدن با آب، گازهای خطرناک و قابل انفجار تولید کرده است.
بیژن دفتری فرمانده امدادی زلزله بم و انفجار قطار نیشابور اعلام کرد که صاحبان محموله از افشای نوع محموله هم در بارنامه و هم پس از آن خودداری کرده‌اند. او از قول یکی از معاونت‌های وقت وزارت راه و ترابری گفت که مواد حمل شده بر اساس آنچه که اعلام شده بود، اصلاً جزو مواد خطرناک نبوده‌اند اما در واقع «صاحبان محموله چون می‌دانستند هزینه حمل این‌گونه محموله‌ها که مواد خطرناک تلقی می‌شوند گران‌تر است، از افشای نوع محموله خودداری کرده‌اند».

## دلایل فرار واگن‌ها
گزارش‌های اولیه مبنی بر لرزش‌های زمین به عنوان عامل به حرکت افتادن واگن‌ها رد شدند. به گفته احمد خرم وزیر وقت راه و ترابری، عوامل طبیعی نمی‌توانند عامل حادثه باشند. تحقیقات اولیه مشخص نکردند که چه عاملی سبب حادثه بوده است.
در نهایت علت فرار واگن‌ها این چنین اعلام شد:
1. نبستن ترمز دستی به‌طور صحیح و عدم دقت کافی در این زمینه
2. سهل‌انگاری در خصوص سوار کردن کفش خط و عدم نظارت دقیق از سوی رئیس قطار
3. شیب تند و غیر استاندارد راه‌آهن؛ اگر ترمزدستی‌ها درست بسته می‌شدند و کفش خط‌ها درست کار گذاشته می‌شدند با نیروی حداقل دو لوکوموتیو واگن‌ها بیش از دو متر جابجا نمی‌شدند.
4. عدم رسیدگی به قطار و فرسودگی واگن‌ها و عمر بالای ۴۰ سال قطار[۱۴]

## حکم متهمان
حکم متهمان فاجعه انفجار قطار در نیشابور سرانجام پس از گذشت چهار سال صادر و ده تن از متهمان پرونده به حبس محکوم شدند.
طبق رأی صادره از سوی رئیس شعبه ۱۰۲ دادگاه عمومی مشهد از مجموع ۱۲ متهم پرونده، ۱۰ نفر از کارمندان وقت شامل رئیس اداره بهره‌برداری، معاون ایستگاه ابومسلم، رئیس قطار باری، مسئول ایستگاه ابومسلم، ترمزبان، چهار سوزن‌بان و مدیرعامل شرکت به مجازات حبس محکوم و دو نفر دیگر که در آن زمان مسئول و متصدی کنترل راه‌آهن خراسان بودند، تبرئه شدند.

## پی آمدها
نهضت آزادی ایران با صدور بیانیه‌ای ضمن زیر سؤال بردن آمار کشته‌شدگان، وقوع حادثه را ناشی از دلایل سیاسی و نتیجه قدرت‌گرایی اقتدارگرایان ارزیابی کرد و نه تنها این حادثه بلکه بسیاری از حوادث مشابه مانند سقوط هواپیما در ایران را حاصل شرایطی دانست که در آن حفظ قدرت برای سیاسیون به حقوق شهروندان اولویت دارد. روزنامه جام جم نیز در گزارشی اظهارات مسئولان را در این‌باره غیرقابل باور خواند.
احمد خرم وزیر وقت راه و ترابری گفت: «به دلیل بروز حادثه نیشابور از مردم عذرخواهی کردم اما صدا و سیما آن را سانسور کرد.» وی پس از تشکیل مجلس اصول‌گرای هفتم در سال ۱۳۸۳ استیضاح و برکنار شد.